# Gregório Alexandrovich Potemkin
Grigory Alexandrovich Potemkin (em russo:  Григо́рий Алекса́ндрович Потёмкин) (Chizhovo, 13 de setembrojul./ 24 de setembro de 1739greg. — Iaşi, 5 de outubrojul./ 16 de outubro de 1791greg.) foi um marechal-de-campo russo, estadista e um dos favoritos de Catarina II da Rússia. Potemkin é principalmente lembrado por seus esforços em colonizar as escassamente povoadas estepes selvagens do Sul da Ucrânia, que passou para a Rússia pelo Tratado de Kuchuk-Kainarji (1774). Entre as cidades fundadas por si estão Kherson, Nikolaev (Mykolayiv), Sebastopol, e Ekaterinoslav.

## Início de carreira
Grigory Potemkin nasceu em Chizhovo, uma vila próxima a Smolensk na família de um oficial do exército. Depois de estudar na Universidade de Moscou, ele se alistou na cavalaria de guarda. Participou no golpe palaciano de 1762 que expulsou Pedro III e pôs no torno Catarina II. Recebeu a patente de segundo tenente da Guarda. Catarina precisava de assistentes de confiança e apreciava a energia e a habilidade organizacional de Potemkin. As historietas biográficas relativas a ele durante os próximos anos, como a sua participação no assassinato do imperador deposto, são obscuras e, sobretudo, apócrifas.

## Amante de Catarina II
Em 1774, a relação deles assumiu um caráter mais íntimo. Potemkin tornou-se o favorito da tsarina; recebeu muitos prêmios e era indicado para os postos mais altos. Durante os próximos 17 anos ele foi a pessoa mais poderosa na Rússia. Potemkin sentia prazer em ostentar o luxo e a riqueza pessoal. Assim como Catarina ele cedeu ante a tentação de poder absoluto; porém, em muitos procedimentos ele era guiado pelo espírito do iluminismo. Mostrou tolerância de diferenças religiosas e deu proteção às minorias nacionais. Como comandante supremo do exército russo (a partir de 1784), enfatizou um conceito mais humanitário de disciplina, ao exigir que os oficiais tratassem os soldados de um modo paternal.
Em 1776, por solicitação de Catarina, o imperador romano-germânico José II elevou Potemkin ao grau de príncipe do Sacro Império Romano-Germânico. Em 1775, ele foi substituído nas graças da imperatriz por Zavadovsky; mas as relações entre Catarina e seu amante anterior continuaram sendo muito amigáveis, e sua influência junto dela nunca foi perturbada seriamente por quaisquer dos favoritos subsequentes dela. Um grande número de acontecimentos testemunha a enorme e extraordinária influência de Potemkin durante os dez anos seguintes. Sua correspondência com a imperatriz não foi interrompida. Os documentos de estado mais importantes passavam pelas mãos dele.

## Governo da Crimeia

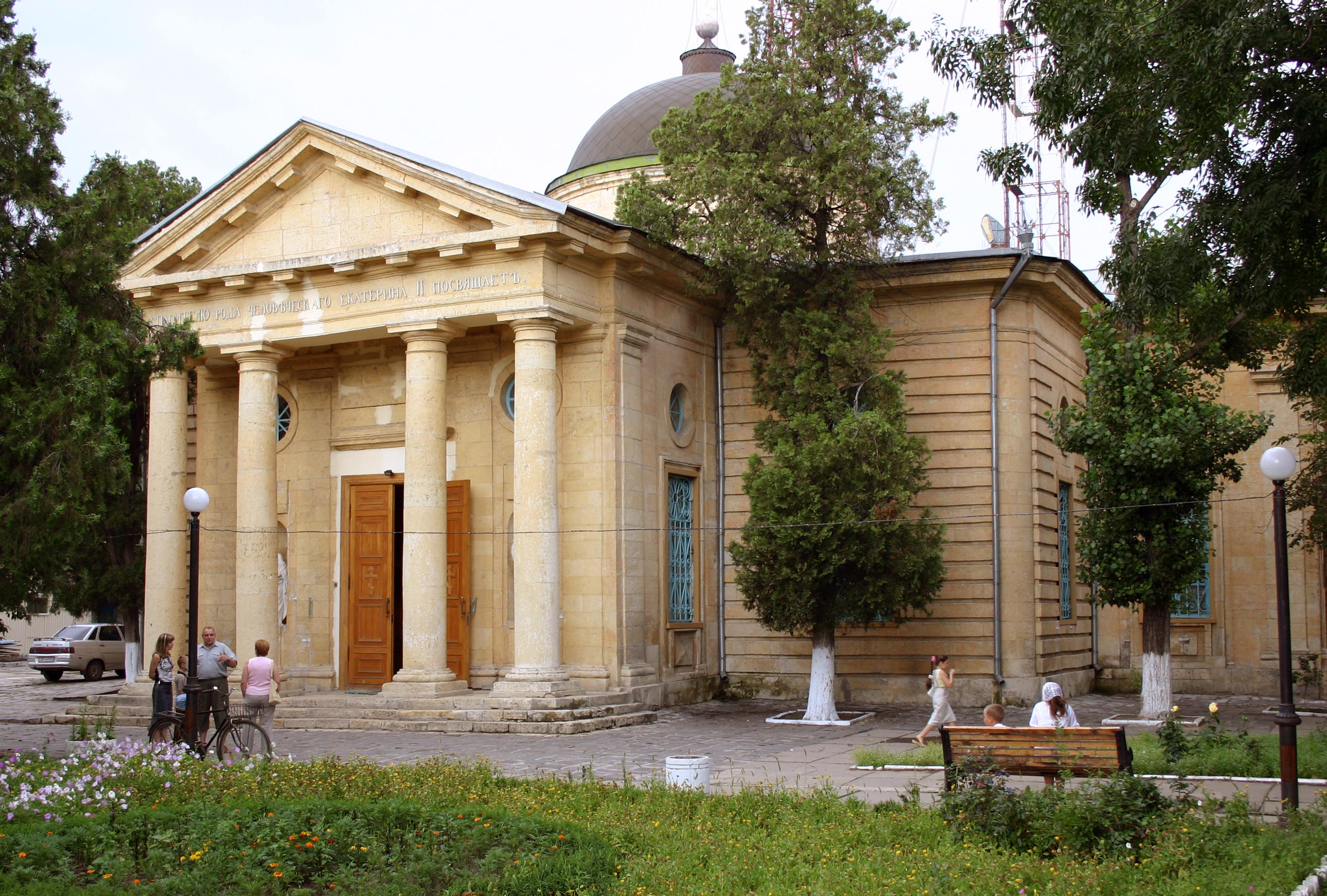
Catarina II sepultou Potemkin na Catedral de Kherson, a cidade que ele fundou.

Potemkin alcançou sucesso apreciável nas províncias meridionais recentemente obtidas pela Rússia, nas quais ele era o governante absoluto. Ele apoiou o fluxo de colonos russos e estrangeiros, fundou algumas novas cidades e criou a Frota do Mar Negro. Em 1783, executou o projeto de anexar a Crimeia à Rússia, pelo qual recebeu o título de "Sua Alteza Serena" Knyaz Tavrichesky (Светлейший князь Таврический), ou príncipe de Táurida, nome dado à região (Governação ou Gubernia) que compreendida as terras entre o Dnieper e o Berda assim como a Crimeia. Quatro anos depois organizou a viagem cerimonial amplamente anunciada de Catarina e seu séquito para as províncias do sul. O propósito da viagem era a intimidação dos inimigos da Rússia, e conduziu a uma guerra para a qual o país se mostrou mal preparado, a Guerra russo-turca. Como comandante, Potemkin foi guiado por uma estratégia de cautela que era militarmente justificada mas não lhe trouxe popularidade.
O seu sistema de colonização foi exposto à crítica muito severa, contudo é impossível não admirar os resultados de sua estupenda atividade. O arsenal de Kherson, iniciado em 1778, o porto de Sebastopol e a nova frota de quinze navios de linha regular e vinte e cinco navios menores eram monumentos do seu gênio. Mas houve exagero em tudo que ele tentou. Ele não poupou homens, dinheiro, nem ele mesmo na tentativa de executar o seu gigantesco esquema para a colonização das estepes do sul da Ucrânia; mas ele nunca calculou o custo, e mais que três-quartos do projeto teve que ser abandonado pela metade.
Em 1790 conduziu as operações militares no rio Dniestre e instalou sua corte em Iaşi com toda a pompa asiática. Em 1791, voltou a São Petersburgo onde, junto com seu amigo Bezborodko, fez esforços vãos para subverter o novo favorito, o príncipe Platon Zubov, e em quatro meses gastou 850 000 rublos em banquetes e entretenimentos no Palácio de Tauride, uma soma posteriormente reembolsada a ele pelo tesouro. Então a imperatriz impacientou-se e o mandou voltar (em 1791) a Iaşi para conduzir as negociações de paz como chefe russo plenipotenciário.

## Morte
Potemkin morreu de malária no caminho de Iaşi para Nikolayev, nos braços de sua sobrinha, a condessa Branicka, em 16 de outubro de 1791. Foi enterrado em Kherson. Sua morte foi lamentada na famosa ode Cachoeira do poeta russo Gavrila Romanovich Derzhavin.
O grão-duque Paulo permitiu em 1798 que os restos mortais de Potemkin fossem desenterrados, uma vez que há muito tempo se estava em dúvida quanto ao seu verdadeiro jazigo. Apenas o czar Alexandre I se preocupou novamente com seu enterro, e o czar Nicolau I permitiu que a cidade de Kherson em homenagem ao seu fundador Potemkin, em 1836, construísse uma estátua de bronze.
Os restos mortais, que estavam na Catedral de santa Catarina em Kerson, foram levados para a Rússia em Outubro de 2022. 